# Anneliese Lussert

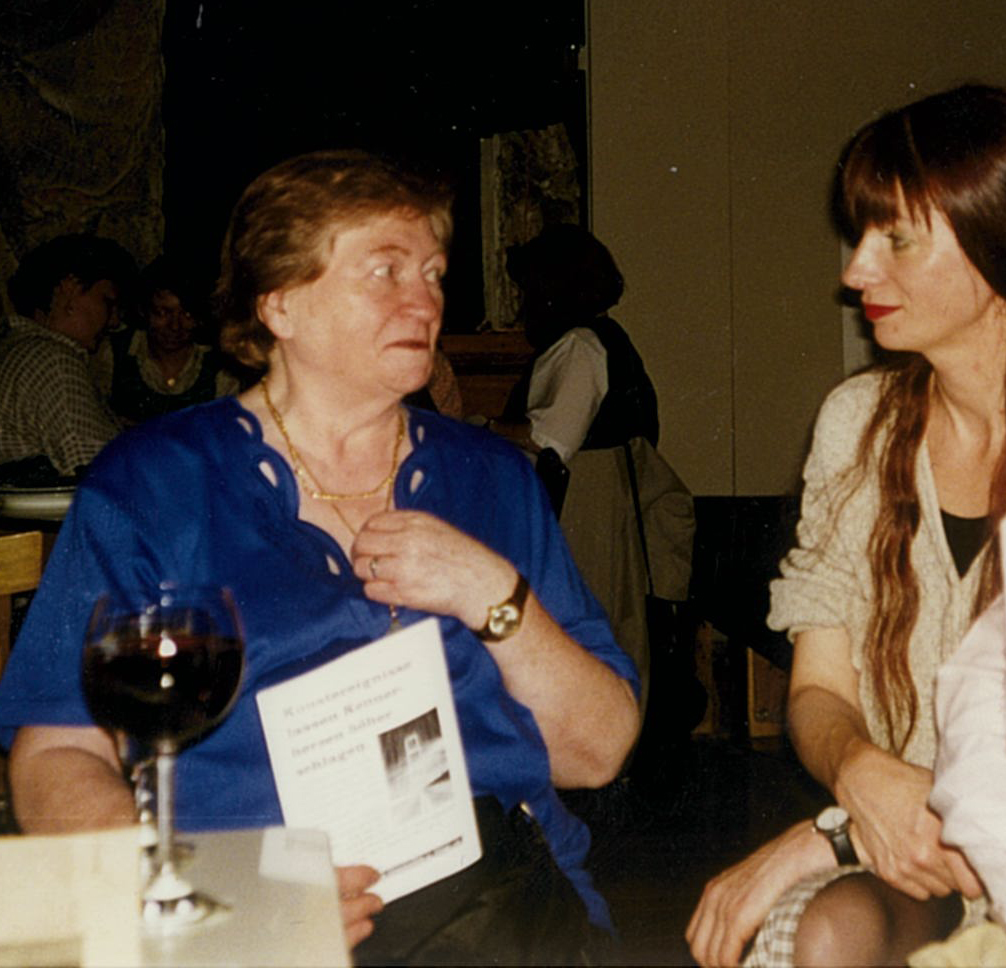
Anneliese Lussert mit Tochter Helga Hartmann, 1996

Anneliese Lussert (* 1. April 1929 in Marktbreit; † 7. Dezember 2006 in Lohr am Main) war eine deutsche Wirtin und fränkische Mundartdichterin.

## Leben
Der Zweite Weltkrieg verschlug Anneliese Lussert nach Bonn, wo sie in einem Hotel arbeitete, bis sie wieder nach Franken zurückkehrte. 1948 druckten Zeitungen ihre ersten Gedichte.
1949 heiratete sie ihren Mann Friedrich, wurde Mutter einer Tochter und eines Sohnes. Seit 1968 bewirtschaftete sie mit ihrer Familie ein eigenes Speiselokal, den Gasthof „Goldener Engel“ in Gemünden am Main im Stadtteil Langenprozelten. Das Haus hatte eine sehr lange und wechselhafte Geschichte, die bis in das 12. Jahrhundert reicht.
1974 hatte sie ihren ersten Erfolg beim Bayerischen Rundfunk. Ihre bevorzugte Sprache war zunächst die unterfränkische Mundart, doch auch im Hochdeutschen war sie in gleicher Weise erfolgreich. Mehr als ein Vierteljahrhundert war sie im Rundfunk präsent und wurde zu zahlreichen Lesungen eingeladen. Sie war in ganz Franken als eine der ausdrucksstärksten und sensibelsten Stimme bekannt.
Ebenso wie die Lyrik pflegte sie die Poesie. Gefühlvoll und ausdrucksstark konnte sie das Leben erfassen und in ihrer ganz persönlichen Sprache zu Papier bringen.
1986 gründete ihre Tochter Helga Hartmann im großen Saal des Gasthofes eine neue Bühne, „Die Spessartgrotte“, für die Anneliese Lussert Stücke schrieb. 1990 bis 1995 organisierten sie gemeinsam die Scherenburgfestspiele.

## Zitate
Mag der Tag noch so laut und unruhig gewesen sein, in der Stille der Nacht kommen die Dinge auf einen zu – offenbaren sich von selbst und werden mit uns eins. Man kann sie greifen. – Ich möchte die Menschen wenigstens für kurze Zeit über die Dinge des Alltags hinwegführen ins Land der Poesie.

## Werke
Auswahl:
- Dir sing ich Gemünden mein Lied. Buchprojekte, Hofmann-Buch
- Gestehe - du bist eine Hexe Roman, Hofmann-Buch
- Marktbrääter Geschichtn, Beiträge zu Kultur, Geschichte und Wirtschaft der Stadt Marktbreit und ihrer Nachbarschaft. Mit Illustrationen von Olga Knoblach-Wolff. Greß, Marktbreit 1990.
- Der Stille erwuchs eine Blume aus Tränen, ausgewählte Gedichte. Fränkische Autoren. Echter Verlag 1980. (Reihe Fränkische Autoren. Band 7)
- Wo der Mee rauscht, Würzburger Impressionen in fränkischer Mundart. Echter Verlag 1982. Daraus ein Beispiel:

### Rückblick
Würzburg 1940! / Sunna über der Stadt! / Am Sunntog Militärkonzert aufm Residenzplatz! / „Es ist schön Soldat zu sein - Rosemarie“ / Leut dränga batschn Beifall - Mädli lachn!
Großmudder - wenn ih groß bin heier ih an Soldatn!
1944! / An der Kino Schlangastehn - im Luli gibts Zarah Leander / "Ich weiß es wird einmal ein Wunder gescheh’n" / im Oli "Willy Birgel reitet für Deutschland"
da heuln Sirene Alarm / alles nei die Luftschutzkeller - / dernach mußt di widder ganz hintn oustell / wennst fer zwää Stund vergess willst!
Männer - ganz junge und olte - in Uniforma / stehn rum mit gschiente Ärm eigagipste Bee und verbundene Köpf - / "es ist so schön Soldat zu sein - Rosemarie" / dröhnts aus an Volksempfänger!
1945! / Sechzehnter März! / Der Tod is unterwegs! / Radiomeldung: "Achtung - Achtung - feindliche Bombenverbände / im Anflug auf Crailsheim - Crailsheim - / Achtung Achtung sie drehn ab / drehn ab in Richtung Würzburg! Würzburg! Würz´... / Die Radiostimm gett unter im Bombmhagl - / vom Himml stürzt Feuer - / die Stadt brüllt unterm Phosphorregn - / Würzburg stirbt in zwäazwanzig Minuttn - und fünftauset Leut!

### Jahre später!
Die Stadt - widder aufgabaut / modern und schöö! / In der Straßn Leut Geschäftigkeit Lachn - / Würzburg is widder!
Doch fünftauset Gräber sin a zu hocher Preis / fer a neue Stadt!
- Die sieben Mondtaler. Mit Illustrationen von Józef Wilkoń. Nord-Süd, Mönchaltorf 1987, ISBN 3-85825-286-7.
- Einer zog aus und wurde berühmt (Elias Hügel). Hörbild im Bayerischen Rundfunk. In: Mitteilungen des Museums- und Kulturvereines Kaisersteinbruch. Nr. 22, 1992, S. 15–20.
- Gestehe – du bist eine Hexe. Schicksal der Lohrer Bäckerstochter Apollonia Deusinger.
- Christkind. Mit Illustrationen von Olga Knoblach-Wolff.
- Den Main hinab bis in den finstern Spessartwald. Reisebericht mit Gedichten. Bröstler, Marktheidenfeld 2004, ISBN 3-927439-25-8.

Arbeiten für die Spessartgrotte
In der Vertonung von Myriam die Kindertheaterstücke
- Die Schöne und das Tier
- Schneewittchen und die sieben Zwerge
- Hänsel und Gretel

Mit dem Komponisten Johannes Schlecht die Kindermusicals
- Die chinesische Nachtigall. Uraufführung 1992
- Däumelinchen. mit ihrem Libretto und Liedtexten

### Einer zog aus und wurde berühmt
- Oder: Die späte Heimkehr des Elias Hügel. Anneliese Lussert erzählt eine Geschichte für den Bayerischen Rundfunk. Sendetermin war der 10. Jänner 1993. Daraus ein kleines Beispiel:

Wer war jener Hügel? Sonderbarerweise war es ein Österreicher, der das Rätsel zu lösen begann. Helmuth Furch, ein junger dynamischer Mensch, Mathematiklehrer in Wien. Von Geburt eigentlich ein Mecklenburger, von dort sind seine Eltern mit ihm 1950 geflüchtet, nach Wien, das ihre Heimat wurde. Hier besuchte er die Schule, studierte und - integrierte. Als seine Familie im Dorf Kaisersteinbruch, am Nordhang des Leithagebirges, ein Grundstück erwarb hat er sich der Geschichtsforschung verschrieben. Zuerst war es eine Ansammlung von Grabplatten mit Inschriften, darunter die eines Elias Hügel.Dieser Name sollte ihm in Zukunft noch oft begegnen.
- Interview mit der Schriftstellerin Anneliese Lussert von Gemünden am Main. Interview für Radio Burgenland (Radio Pannonien) mit dem Kulturredakteur Hans Rochelt zum Thema Elias Hügel vom 29. August 1993.

### Anneliese Lussert, Heimatdichterin aus dem Frankenland, auf den Spuren des Elias Hügel
- In: Mitteilungen des Museums- und Kulturvereines Kaisersteinbruch. Nr. 30, 1994. S. 12–21. ISBN 978-3-9504555-3-3.
- Walter Tausendpfund: Ein Leben aus Arbeit und Poesie. Fränkischer Theater-Brief, Arbeitsgemeinschaft Mundart-Theater Franken e. V., 2007.

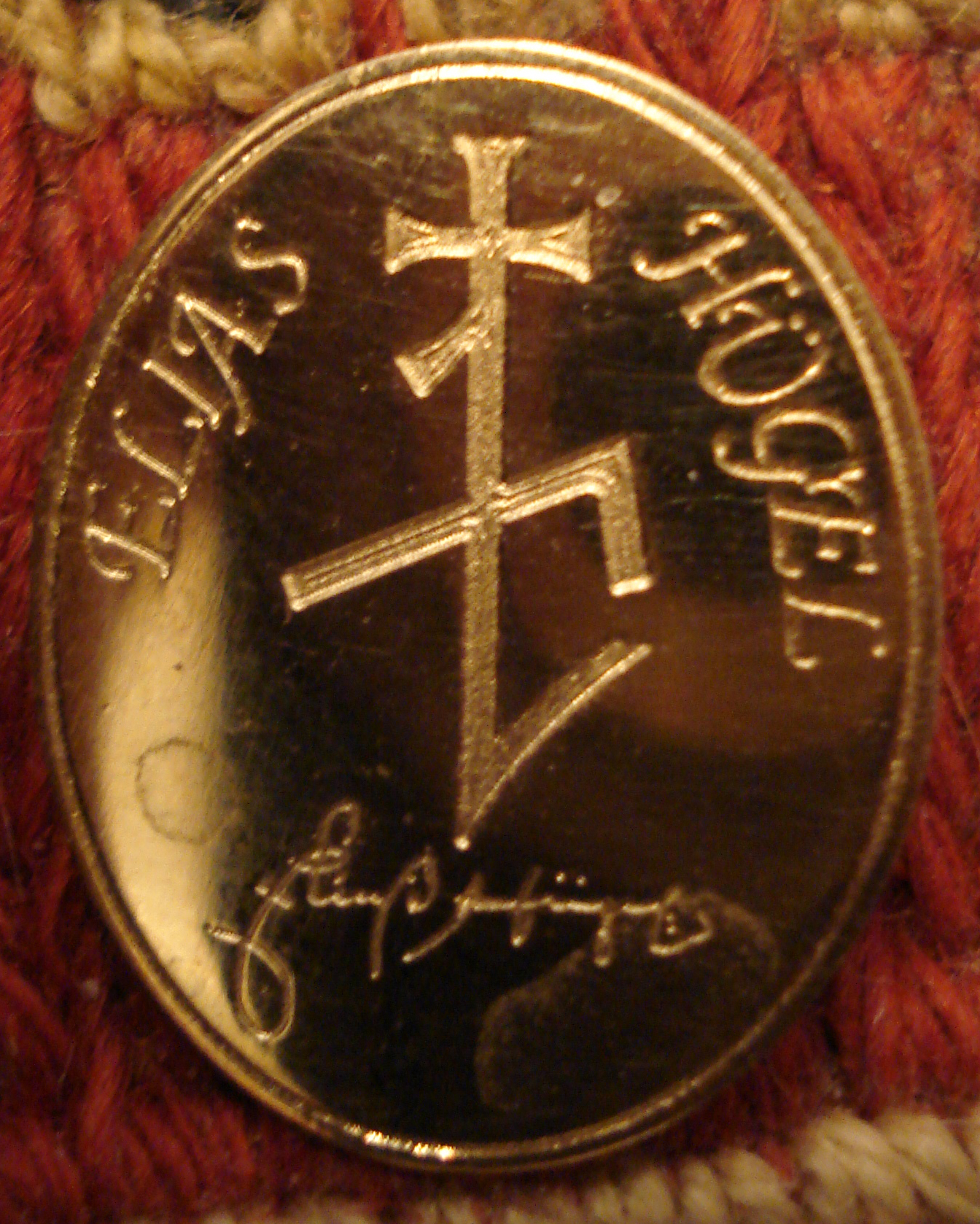
Elias Hügel-Ehrenzeichen

## Ehrungen
- 2003 Elias Hügel-Anstecknadel des Europa-Symposiums Kaisersteinbruch
- Am 24. September 2009 fand ein „Anneliese Lussert“ Abend in ihrer Wirtschaft, der heutigen „Spessartgrotte“ in Langenprozelten statt.[1] Moderatorin war ihre Tochter Helga Hartmann, Wegbegleiter Franz Och und Walter Tausendpfund erinnerten sich.

## Letztes Geleit
Letztes Geleit für Anneliese Lussert. Pfarrer Edwin Erhard war aus Würzburg gekommen um sich mit persönlichen Worten zu verabschieden. Er beleuchtete die Person Anneliese Lussert, die 77 erfüllte Lebensjahre gehabt habe und stets sehr naturverbunden gewesen sei...
Pfarrer Erhard betonte, dass Anneliese Lussert viel gelesen und geschrieben hat. Dazu gehören auch solche Geschichten, die die jüngste Vergangenheit beleuchteten. "Anneliese Lussert hatte Sehnsucht nach Menschlichkeit", sagte der Seelsorger... Sie hinterlässt eine große Lücke in der Familie. Eine Tochter und ein Sohn mit ihren Angehörigen, zu denen 8 Enkel und ein Urenkel gehören, eine große Freundesschar, viele Weggefährten der Langenprozeltenerin. Zu ihnen zählt auch Helmuth Furch, mit dem sie dem Gemündener Steinmetz Elias Hügel ein schriftstellerisches Denkmal gesetzt hat.